# 小学館ミュージック&デジタル エンタテイメント
株式会社小学館ミュージック&デジタル エンタテイメント（しょうがくかんミュージックアンドデジタルエンタテイメント、英: SHOGAKUKAN MUSIC & DIGITAL ENTERTAINMENT CO., LTD.、登記社名：株式会社小学館ミュージックアンドデジタルエンタテイメント）は、CD・レコード等の音楽ソフト原盤制作、販売や音楽著作権の管理、映像ソフトの企画、制作、販売などを主な事業とする日本の企業。一ツ橋グループに属する。日本音楽著作権協会正会員、日本動画協会準会員。

## 概要
1998年8月3日、小学館プロダクションTV企画事業部コンピュータグラフィックス部門および音楽部門より独立し東京都千代田区神田小川町2丁目4番5号に設立。音楽出版会社と映像制作会社、両方の特性を併せ持つ会社として業務を行っている。
音楽出版については、小学館作品を中心とする楽曲の原盤制作･販売、著作権の管理等を行っている。
映像制作は、他のアニメ会社が作るコンテンツの3DCG映像を中心に手掛ける。2000年代後半からは全編3DCGアニメの元請制作も行うようになった。制作する作品には大半が親会社の小学館集英社プロダクションが関わっているが、『とっとこハム太郎』シリーズでは自社で企画･制作も手掛けた。
その他、PC/スマートフォン/モバイル公式サイト、スマートフォンアプリ、各種クロスメディアプロモーションの企画･開発･運用も行っている。

## 作品

### テレビ番組

#### 3DCG制作担当作品
| 放送年  | タイトル                              | 制作                              | 備考             |
| ------- | ------------------------------------- | --------------------------------- | ---------------- |
| 1997年- | おはスタ                              | 小学館集英社プロダクション        |                  |
| 1999年  | ゾイド -ZOIDS-                        | XEBEC                             |                  |
| 2001年  | ゾイド新世紀スラッシュゼロ            | XEBEC                             |                  |
| 2002年  | ロックマンエグゼ                      | XEBEC                             |                  |
| 2003年  | のりスタ!                             | 小学館集英社プロダクション        | -2015年          |
| 2003年  | ロックマンエグゼAXESS                 | XEBEC                             |                  |
| 2003年  | デュエル・マスターズ                  | スタジオ雲雀                      |                  |
| 2004年  | デュエル・マスターズ チャージ         | スタジオ雲雀                      |                  |
| 2004年  | ゾイドフューザーズ                    | 東京キッズ                        |                  |
| 2004年  | ロックマンエグゼStream                | XEBEC                             |                  |
| 2005年  | MÄR -メルヘヴン-                      | SynergySP                         |                  |
| 2005年  | ロックマンエグゼBEAST                 | XEBEC                             |                  |
| 2006年  | おはコロシリーズ                      | 小学館集英社プロダクション        | -2014年          |
| 2006年  | ロックマンエグゼ BEAST+               | XEBEC                             | おはコロシリーズ |
| 2006年  | 流星のロックマン                      | XEBEC                             | おはコロシリーズ |
| 2006年  | 新星輝デュエル・マスターズ フラッシュ | SynergySP                         |                  |
| 2007年  | 流星のロックマン トライブ             | XEBEC                             | おはコロシリーズ |
| 2007年  | ゼロ デュエル・マスターズ             | SynergySP                         |                  |
| 2017年  | BanG Dream!                           | ISSEN XEBEC                       |                  |
| 2018年  | 新幹線変形ロボ シンカリオン           | OLM                               |                  |
| 2018年  | ハイスコアガール                      | J.C.STAFF                         |                  |
| 2021年  | 新幹線変形ロボ シンカリオンZ          | OLM                               |                  |
| 2021年  | 死神坊ちゃんと黒メイド                | J.C.STAFF                         | 第1期            |
| 2023年  | 死神坊ちゃんと黒メイド                | J.C.STAFF                         | 第2期            |
| 2024年  | シンカリオン チェンジ ザ ワールド     | シグナル・エムディ Production I.G |                  |
| 2024年  | オーイ! とんぼ                        | OLM                               |                  |

#### アニメーション制作担当作品
| 開始年 | 放送期間         | タイトル                                        | 監督                  | 備考                                                                      |
| ------ | ---------------- | ----------------------------------------------- | --------------------- | ------------------------------------------------------------------------- |
| 2005年 | 4月 - 2006年3月  | ゾイドジェネシス                                | 水野和則              |                                                                           |
| 2006年 | 4月 - 9月        | サルゲッチュ 〜オンエアー〜                     | はばらのぶよし        | 共同制作：XEBEC、おはコロシリーズ内のアニメ                               |
| 2006年 | 10月 - 2007年9月 | サルゲッチュ 〜オンエアー〜 2nd                 | 神谷純                | 共同制作：XEBEC、おはコロシリーズ内のアニメ                               |
| 2007年 | 10月 - 2008年3月 | デュエル・マスターズ ゼロ                       | 鈴木輪流郎            | おはコロシリーズ内のアニメ                                                |
| 2008年 | 4月 - 2010年3月  | ペンギンの問題                                  | 神谷純                | おはコロシリーズ内のアニメ                                                |
| 2008年 | 4月 - 2010年3月  | デュエル・マスターズ クロス                     | 鈴木輪流郎            | おはコロシリーズ内のアニメ                                                |
| 2009年 | 4月 - 2010年3月  | 極上!!めちゃモテ委員長                          | 小坂春女              |                                                                           |
| 2010年 | 1月 - 2011年4月  | ケシカスくん                                    | 加戸誉夫              |                                                                           |
| 2010年 | 4月 - 2011年3月  | ペンギンの問題Max                               | 神谷純                | おはコロシリーズ内のアニメ                                                |
| 2010年 | 4月 - 2011年3月  | デュエル・マスターズ クロスショック             | 鈴木輪流郎            | おはコロシリーズ内のアニメ                                                |
| 2010年 | 4月 - 2011年4月  | 極上!!めちゃモテ委員長 セカンドコレクション     | 荒川眞嗣              |                                                                           |
| 2011年 | 4月 - 2012年3月  | ペンギンの問題DX?                               | 阿部明日香            | おはコロシリーズ内のアニメ                                                |
| 2011年 | 4月 - 2012年3月  | デュエル・マスターズ ビクトリー                 | 鈴木輪流郎            |                                                                           |
| 2011年 | 4月 - 2012年3月  | ひめチェン!おとぎちっくアイドル リルぷりっ      | 荒川眞嗣              | のりのりのりスタ♪内のアニメ 第1期はテレコム・アニメーションフィルムが担当 |
| 2011年 | 4月 - 9月        | はっぴーカッピ                                  | 峯沢琢也              | のりのりのりスタ♪内のアニメ                                               |
| 2012年 | 4月 - 2013年3月  | ペンギンの問題POW                               | 阿部明日香            | おはコロシリーズ内のアニメ                                                |
| 2012年 | 4月 - 2013年3月  | デュエル・マスターズ ビクトリーV                | 鈴木輪流郎            |                                                                           |
| 2012年 | 4月 - 2013年3月  | 爆TECH!爆丸                                     | 加戸誉夫              | おはコロシリーズ内のアニメ                                                |
| 2013年 | 1月 - 9月        | LINE OFFLINE サラリーマン                       | N/A                   |                                                                           |
| 2013年 | 4月 - 12月       | 爆TECH!爆丸 ガチ                                | 西村純二              | おはコロシリーズ内のアニメ                                                |
| 2013年 | 4月 - 2015年2月  | 団地ともお                                      | 渡辺歩                |                                                                           |
| 2013年 | 4月 - 2014年3月  | デュエル・マスターズ ビクトリーV3               | 加戸誉夫              |                                                                           |
| 2014年 | 4月 - 2015年3月  | デュエル・マスターズ VS                         | 佐々木忍              | 共同制作：アセンション                                                    |
| 2015年 | 4月 - 2016年3月  | デュエル・マスターズ VSR                        | 佐々木忍              | 共同制作：アセンション                                                    |
| 2016年 | 4月 - 2017年3月  | デュエル・マスターズ VSRF                       | 佐々木忍              | 共同制作：アセンション                                                    |
| 2017年 | 4月 - 2018年3月  | デュエル・マスターズ（2017年版）                | 佐々木忍              | 共同制作：アセンション                                                    |
| 2017年 | 10月 - 12月      | シルバニアファミリー ミニストーリー             | 神谷桃子              |                                                                           |
| 2018年 | 4月 - 2019年3月  | デュエル・マスターズ!                           | 佐々木忍              | 共同制作：アセンション                                                    |
| 2018年 | 10月 - 12月      | シルバニアファミリー ミニストーリー（Season 2） | 神谷桃子              |                                                                           |
| 2019年 | 4月 - 2020年3月  | デュエル・マスターズ!!                          | 佐々木忍（総） 石踊宏 | 共同制作：ブレインズ・ベース                                              |
| 2019年 | 10月 - 12月      | シルバニアファミリー ミニストーリー クローバー  | 神谷桃子              |                                                                           |
| 2020年 | 4月 - 2021年3月  | デュエル・マスターズ キング                     | 石踊宏                | 共同制作：ブレインズ・ベース                                              |
| 2020年 | 10月 - 12月      | シルバニアファミリー ミニストーリー ピオニー    | 神谷桃子              |                                                                           |
| 2020年 | 10月             | モグモグモギュー                                | 峯沢琢也              |                                                                           |
| 2021年 | 4月 - 2022年3月  | デュエル・マスターズ キング!                    | 石踊宏                | 共同制作：ブレインズ・ベース                                              |
| 2022年 | 4月 - 8月        | デュエル・マスターズ キングMAX                  | 石踊宏（総） 鈴木裕輔 | 共同制作：ブレインズ・ベース                                              |
| 2022年 | 9月 - 2024年3月  | デュエル・マスターズ WIN                        | 鈴木裕輔              | 共同制作：ブレインズ・ベース                                              |
| 2023年 | 3月              | 夜廻り猫                                        | 竹谷和真              |                                                                           |
| 2023年 | 4月 - 2024年3月  | デュエル・マスターズ WIN 決闘学園編             | 鈴木裕輔              | 共同制作：ブレインズ・ベース                                              |
| 2024年 | 10月 - 11月      | Duel Masters LOST 〜追憶の水晶〜                | 福島利規              | 共同制作：J.C.STAFF                                                       |
| 2024年 | 12月 - 2025年2月 | Duel Masters LOST 〜月下の死神〜                | 福島利規              | 共同制作：J.C.STAFF                                                       |
| 2025年 | 7月 -            | 神椿市建設中。                                  | 柿本広大              |                                                                           |

#### 番組制作担当作品
- とっとこハム太郎シリーズ（2000年 - 2013年 実制作：トムス・エンタテインメント）

### 劇場版作品

#### 3DCG制作担当作品（劇場版）
| 公開年 | タイトル                            | 制作元請     |
| ------ | ----------------------------------- | ------------ |
| 2005年 | ロックマンエグゼ 光と闇の遺産       | XEBEC        |
| 2005年 | デュエル・マスターズ 闇の城の魔龍鳳 | スタジオ雲雀 |
| 2008年 | 劇場版MAJOR メジャー 友情の一球     | XEBEC        |

#### アニメーション制作担当作品（劇場版）
- デュエル・マスターズ 黒月の新帝（2009年）
- ペンギンの問題 幸せの青い鳥でごペンなさい（2009年）
- デュエル・マスターズ 炎のキズナXX!!（2010年）

### 作品制作担当作品
| 年     | タイトル                                                | 備考                                        |
| ------ | ------------------------------------------------------- | ------------------------------------------- |
| 1999年 | 劇場版ポケットモンスター 幻のポケモン ルギア爆誕        | デジタル・アニメーション                    |
| 2000年 | 劇場版ポケットモンスター 結晶塔の帝王 ENTEI             | CG制作                                      |
| 2001年 | 劇場版ポケットモンスター セレビィ 時を超えた遭遇        | CG制作                                      |
| 2001年 | とっとこハム太郎シリーズ                                | -2004年、実制作：トムス・エンタテインメント |
| 2014年 | ポケモン・ザ・ムービーXY 破壊の繭とディアンシー         | 音楽協力                                    |
| 2015年 | ポケモン・ザ・ムービーXY 光輪の超魔神 フーパ            | 音楽協力                                    |
| 2016年 | ポケモン・ザ・ムービーXY&Z ボルケニオンと機巧のマギアナ | 音楽協力                                    |
| 2017年 | 劇場版ポケットモンスター キミにきめた!                  | 音楽協力                                    |
| 2018年 | 劇場版ポケットモンスター みんなの物語                   | 音楽協力                                    |
| 2019年 | ミュウツーの逆襲 EVOLUTION                              | アニメーション協力、音楽協力                |

## 関連人物

### 役員
2024年7月現在。
- 久保雅一（代表取締役社長）
- 藤田亮（常務取締役）
- 浅井認（常務取締役）
- 相賀信宏（取締役）
- 盛武源（取締役）
- 大隅啓良（取締役）
- 木元準久（取締役）
- 堀江直哉（取締役）
- 市川裕之（監査役）
- 都築伸一郎（元代表取締役）
- 宮下令文（元取締役）
- 櫻井哲也（元監査役）

### 監督・演出・CGディレクター
- 服部恵大
- 神谷桃子
- 桑波田満
- 滝田勇介
- 西村博英
- 安田兼盛
- 鈴木勇介
- 河野貴弘
- 峯沢琢也
- 荒川眞嗣
- 神谷純
- 加戸誉夫

### 脚本家
- 田辺茂範
- 福田裕子
- 坪田文
- ふでやすかずゆき